# ساموئل کومسادزاگ
ساموئل کومسادزاگ (درگذشتهٔ ۶ اکتبر ۱۰۱۴)
ساموئل کومسادزاگ یک نجیب‌زاده ارمنی‌تبار و تزار بلغارستان غربی یا مقدونیه در نخستین امپراتوری بلغارستان بود. او از سال ۹۹۷ تا زمان مرگش در ۱۰۱۴ بر این منطقه حکومت کرد و نقشی کلیدی در تاریخ بلغارستان و مبارزات آن با امپراتوری بیزانس داشت.
آغاز حکومت ساموئل
ساموئل در خانواده‌ای نجیب‌زاده و نظامی متولد شد. او از اوایل جوانی وارد ارتش بلغارستان شد و به سرعت در سلسله‌مراتب نظامی پیشرفت کرد. پس از مرگ پدرش، نیکولاس کومسادزاگ، ساموئل توانست به عنوان یکی از رهبران اصلی بلغارستان شناخته شود و با توانایی‌های نظامی و مدیریتی‌اش جایگاه خود را در میان دیگر نجیب‌زادگان مستحکم کند.
تلاش برای استقلال بلغارستان
در دوران حکومت ساموئل، بلغارستان با تهدیدات متعددی از سوی امپراتوری بیزانس روبه‌رو بود. ساموئل با ایجاد اتحادی مستحکم میان نیروهای نظامی و شهرهای بزرگ، توانست مقاومت قابل توجهی در برابر حملات بیزانس نشان دهد. او با استفاده از استراتژی‌های نظامی نوین و ایجاد دژهای مستحکم، توانست بسیاری از حملات بیزانس را دفع کند و استقلال بلغارستان را حفظ نماید.
نبردهای مهم
یکی از مهم‌ترین نبردهای دوران ساموئل، نبرد کلیدونیا در سال ۹۹۸ بود. در این نبرد، نیروهای بلغارستان به رهبری ساموئل موفق شدند نیروهای بیزانس را شکست دهند و یکی از بزرگ‌ترین پیروزی‌های خود را به دست آورند. این نبرد نه تنها اهمیت نظامی داشت بلکه باعث افزایش روحیه و اعتماد به نفس در میان مردم بلغارستان شد.
ساخت و سازها و توسعه زیرساخت‌ها
ساموئل همچنین به توسعه زیرساخت‌های کشور نیز توجه ویژه‌ای داشت. او بسیاری از شهرها و دژهای مستحکم را بازسازی و تقویت کرد و سیستم‌های آبیاری و کشاورزی را بهبود بخشید. این اقدامات باعث شد که اقتصاد بلغارستان در دوران حکومت او شکوفا شود و مردم از رفاه نسبی برخوردار شوند.
روابط دیپلماتیک
ساموئل در تلاش بود تا روابط دیپلماتیک خود را با دیگر کشورهای منطقه تقویت کند. او از طریق ازدواج‌های سیاسی و ایجاد اتحادهای استراتژیک با کشورهای همسایه، توانست حمایت‌های خارجی را برای بلغارستان جلب کند. این روابط دیپلماتیک به تثبیت موقعیت بلغارستان در منطقه کمک شایانی کرد.
پایان حکومت و میراث ساموئل
ساموئل تا زمان مرگش در ۶ اکتبر ۱۰۱۴ بر بلغارستان حکومت کرد. او در طول دوران حکومت خود نه تنها توانست استقلال بلغارستان را حفظ کند بلکه با ایجاد زیرساخت‌های قوی و توسعه اقتصادی، میراثی ماندگار از خود به جای گذاشت. پس از مرگ ساموئل، بلغارستان بار دیگر با چالش‌های زیادی مواجه شد و نهایتاً تحت کنترل بیزانس درآمد.

## زندگینامه
ساموئل دوران زمامداری مؤثرش را در دههٔ ۹۸۰ در غرب بلغارستان آغاز نمود و پس از آن، صربستان را که کشوری مستقل بود به اشغال خود درآورد. او سپس حوزهٔ قدرتش را تا شمال بلغارستان، آلبانی و شمال یونان گسترش داد و اُخریدا (اوهرید امروزی در مقدونیه) را پایتخت خود ساخت. او همچنین اسقف‌نشین بلغارستان را احیا نمود.
ساموئل در دههٔ ۹۸۰ توانست با موفقیت سپاهیان بیزانس به فرماندهی باسیل دوم، امپراتور وقت روم شرقی را در نزدیکی صوفیه شکست دهد اما درگیری‌های مداوم بیزانس و بلغارستان سبب شد تا شرایط از ۹۹۷ (سالی که ساموئل به‌عنوان تزار بلغارستان تاجگذاری کرد) به بعد علیه او شود. باسیل هر ساله بیشتر در قلمرو ساموئل نفوذ می‌کرد و بی‌وقفه به لشکرکشی‌هایش چه در تابستان و چه در زمستان ادامه می‌داد. او موفق شد شمال و نواحی مرکزی بلغارستان را به اشغال خود درآورد و پس از آن به سوی پایتخت ساموئل لشکر کشید.
باسیل دوم سرانجام در ۲۹ ژوئیه ۱۰۱۴ موفق به درهم شکستن سپاهیان ساموئل در نبرد بلاسیتسا (نبرد کلایدیون) شد و آنها را به اسارت خود درآورد. او سپس فرمان داد تا چشمان تمامی زندانیان بلغار را که ۱۵ هزار نفر تخمین زده می‌شد را کور نمایند و تنها هر صد نفر صد نفر یکی را از یک چشم کور کرد تا بتوانند دیگر زندانیان را در طول مسیر کمک کنند. او سپس تمامی آنها را به پیش ساموئل فرستاد.
ساموئل پس از دیدن سربازانش و آنچه که بر آنان گذشته بود چنان شوکه شد که از حال رفت و کمی بعد در ۶ اکتبر ۱۰۱۴ درگذشت. با مرگ او پسرش گاوریل جانشین او شد که در ۱۰۱۵ به‌قتل رسید و جانشین بعدیش ایوان نیز طی نبردی در ۱۰۱۸ کشته شد. بدین ترتیب بلغارستان بار دیگر به یکی از استان‌های امپراتوری بیزانس بدل گردید.

## شجره‌نامه
|                 |                 |                 |                 |                 |                 |  |  |               |               | نیکوغایوس (کومیت) | نیکوغایوس (کومیت) | نیکوغایوس (کومیت) | نیکوغایوس (کومیت) | نیکوغایوس (کومیت) | نیکوغایوس (کومیت) |                  |                  |                  |                  |                  |                  | هریپسیمه باگراتونی | هریپسیمه باگراتونی | هریپسیمه باگراتونی | هریپسیمه باگراتونی | هریپسیمه باگراتونی | هریپسیمه باگراتونی |                  |                  |  |  |  |  |  |  |  |  |  |  |  |  |  |  |  |  |  |  |  |  |  |  |  |  |
|                 |                 |                 |                 |                 |                 |  |  |               |               | نیکوغایوس (کومیت) | نیکوغایوس (کومیت) | نیکوغایوس (کومیت) | نیکوغایوس (کومیت) | نیکوغایوس (کومیت) | نیکوغایوس (کومیت) |                  |                  |                  |                  |                  |                  | هریپسیمه باگراتونی | هریپسیمه باگراتونی | هریپسیمه باگراتونی | هریپسیمه باگراتونی | هریپسیمه باگراتونی | هریپسیمه باگراتونی |                  |                  |  |  |  |  |  |  |  |  |  |  |  |  |  |  |  |  |  |  |  |  |  |  |  |  |
|                 |                 |                 |                 |                 |                 |  |  |               |               |                   |                   |                   |                   |                   |                   |                  |                  |                  |                  |                  |                  |                    |                    |                    |                    |                    |                    |                  |                  |  |  |  |  |  |  |  |  |  |  |  |  |  |  |  |  |  |  |  |  |  |  |  |  |
|                 |                 |                 |                 |                 |                 |  |  |               |               |                   |                   |                   |                   |                   |                   |                  |                  |                  |                  |                  |                  |                    |                    |                    |                    |                    |                    |                  |                  |  |  |  |  |  |  |  |  |  |  |  |  |  |  |  |  |  |  |  |  |  |  |  |  |
| داویت کومسادزاگ | داویت کومسادزاگ | داویت کومسادزاگ | داویت کومسادزاگ | داویت کومسادزاگ | داویت کومسادزاگ |  |  | موسس بلغارتسی | موسس بلغارتسی | موسس بلغارتسی     | موسس بلغارتسی     | موسس بلغارتسی     | موسس بلغارتسی     |                   |                   | آهارون کومسادزاگ | آهارون کومسادزاگ | آهارون کومسادزاگ | آهارون کومسادزاگ | آهارون کومسادزاگ | آهارون کومسادزاگ |                    |                    | ساموئل کومسادزاگ   | ساموئل کومسادزاگ   | ساموئل کومسادزاگ   | ساموئل کومسادزاگ   | ساموئل کومسادزاگ | ساموئل کومسادزاگ |  |  |  |  |  |  |  |  |  |  |  |  |  |  |  |  |  |  |  |  |  |  |  |  |
| داویت کومسادزاگ | داویت کومسادزاگ | داویت کومسادزاگ | داویت کومسادزاگ | داویت کومسادزاگ | داویت کومسادزاگ |  |  | موسس بلغارتسی | موسس بلغارتسی | موسس بلغارتسی     | موسس بلغارتسی     | موسس بلغارتسی     | موسس بلغارتسی     |                   |                   | آهارون کومسادزاگ | آهارون کومسادزاگ | آهارون کومسادزاگ | آهارون کومسادزاگ | آهارون کومسادزاگ | آهارون کومسادزاگ |                    |                    | ساموئل کومسادزاگ   | ساموئل کومسادزاگ   | ساموئل کومسادزاگ   | ساموئل کومسادزاگ   | ساموئل کومسادزاگ | ساموئل کومسادزاگ |  |  |  |  |  |  |  |  |  |  |  |  |  |  |  |  |  |  |  |  |  |  |  |  |
|                 |                 |                 |                 |                 |                 |  |  |               |               |                   |                   |                   |                   |                   |                   | Ivan Vladislav   | Ivan Vladislav   | Ivan Vladislav   | Ivan Vladislav   | Ivan Vladislav   | Ivan Vladislav   |                    |                    | گابریل رادومیر     | گابریل رادومیر     | گابریل رادومیر     | گابریل رادومیر     | گابریل رادومیر   | گابریل رادومیر   |  |  |  |  |  |  |  |  |  |  |  |  |  |  |  |  |  |  |  |  |  |  |  |  |